# Coelaenomenodera gestroi
Coelaenomenodera gestroi is een keversoort uit de familie bladkevers (Chrysomelidae). De wetenschappelijke naam van de soort werd in 1915 gepubliceerd door Julien Achard.